# Darngo Co'ngoin
Darngo Co'ngoin (kinesiska: Da’erwo Cuowen, 达尔沃错温) är en sjö i Kina. Den ligger i den autonoma regionen Tibet, i den sydvästra delen av landet, omkring 490 kilometer nordväst om regionhuvudstaden Lhasa. Darngo Co'ngoin ligger 4 959 meter över havet. Arean är 39 kvadratkilometer. Den sträcker sig 15,6 kilometer i nord-sydlig riktning, och 4,9 kilometer i öst-västlig riktning.
Genomsnittlig årsnederbörd är 301 millimeter. Den regnigaste månaden är juli, med i genomsnitt 90 mm nederbörd, och den torraste är december, med 1 mm nederbörd.